# Овчух
Овчух — деревня в Мценском районе Орловской области России. Входит в состав Воинского сельского поселения.

## История
Овчух известно с XVIII века (вероятно, существовало и ранее); бывшее владение орловского помещика Ивана Антоновича Тарсунова (Тарсукова). По ревизской сказке 1783 года (4-я ревизия) «деревня Авчуха, что ныне сельцо» принадлежало его дочери Анисье Ивановне жене отставного провинциального секретаря Петра Ивановича Оловенникова. По пятой ревизии (1795 года) Овчух было во владении её сына секунд-майора Егора Петровича Оловенникова (1742—1804). После его смерти имение было разделено между его сыновьями — Иваном, Евгением и Петром. Сельцо (деревня) Овчух относилось к приходу Спасской церкви села Воин.

## География
Деревня находится в северной части Орловской области, в лесостепной зоне, в пределах центральной части Среднерусской возвышенности, на расстоянии примерно 13 километров (по прямой) к юго-юго-западу (SSW) от города Мценска, административного центра района. Абсолютная высота — 227 метров над уровнем моря. К западу от населённого пункта проходит федеральная автотрасса М2.
Климат характеризуется как умеренно континентальный с умеренно морозной зимой и теплым, иногда жарким летом. Средняя многолетняя температура самого холодного месяца — января, составляет −9,4°С, температура самого теплого +19°С.
Часовой пояс
Деревня Овчух, как и вся Орловская область, находится в часовой зоне МСК (московское время). Смещение применяемого времени относительно UTC составляет +3:00.

## Население
| 2010 |
| ---- |
| 1    |